# Râul Neagu, Valea Mare
Râul Neagu este un curs de apă, afluent al râului Valea Mare. 

## Hărți
- Harta Munții Apuseni
- Harta Județul Alba